# Győry Miklós (grafikus)
Győry Miklós (Budapest, 1905. június 14. – Budapest, 1995) magyar festő, grafikus.

## Munkássága
Műbútor-asztalosként kezdte a pályafutását, de közben Kaesz Gyula műtermébe is gyakran eljárt. Ösztöndíjjal Bécsbe került, és plakátokat készített. Később könyvborítókat tervezett, majd illusztrátorként szerzett magának nevet. Rézkarcokat is készített.

## Művei
- Fekete István: Köd első kiadás rajzai 1960.
- Fekete István: Csi - történetek állatokról és emberekről - a második kiadás rajzai.
- Arany János: A nagyidai cigányok című versének színes grafikákkal illusztrált kiadása.[1]
- Selma Lagerlöf: Krisztus-legendák című könyvének rajzai.
- Madách Imre: A civilizátor művének illusztrátora volt.
- Gárdonyi Géza, Jókai Mór, Gárdonyi Géza, Mikszáth Kálmán, Shakespeare, Tolsztoj és mások műveit is illusztrálta.[2]